# Silvitettix biolleyi
Silvitettix biolleyi är en insektsart som först beskrevs av Bruner, L. 1904.  Silvitettix biolleyi ingår i släktet Silvitettix och familjen gräshoppor. Inga underarter finns listade i Catalogue of Life.